# 나는 반딧불
〈나는 반딧불〉은 대한민국의 인디 밴드 중식이가 부른 노래다. 2020년에 싱글로 발매되었으며, 중식이의 보컬 정중식이 작곡 및 작사하였다. 2024년 밴드 피노키오의 보컬 황가람이 리메이크한 버전이 크게 인기를 끌며 한국 가요의 이른바 '역주행' 신화를 이끈 노래 중 하나로 꼽히며, 특유의 위로를 주는 가사가 듣는 사람들에게 위안을 주었던 노래로 이름이 높다.

## 개요
〈나는 반딧불〉은 2020년 정중식이 전북 무주군청으로부터 무주 반딧불 축제를 맞아 버스커버스커의 〈여수 밤바다〉처럼 지역과 밀접한 음악을 만들어달라는 요청을 받고 만든 노래다. 이로 인해 '우주에서 무주로 날아온'과 같은 표기가 노래에 포함되어 있다. 하지만 해당 음원의 사용이 무산되면서, 중식이는 축제와 연계하는 대신 해당 음원을 유튜브와 음원 사이트 등을 통해 공개했다. 자신이 하늘 속 별인 줄 알았지만 알고 보니 땅 위를 날아다니는 개똥벌레라는 것을 깨달았지만, 자신이 빛나기에 괜찮다는 호소력 짙은 가사, 담담한 정중식의 보컬이 맞물리면서 남녀노소를 가리지 않은 공감이 이어졌다.
특히 막노동을 하는 등 어려운 배경 환경으로 인해 'N포세대의 밴드'라는 별명을 얻었던 중식이였기에, 비슷한 배경을 갖고 있던 황가람에게 리메이크를 제안했고, 이에 2024년 10월 리메이크 버전이 발매된다. 리메이크 발매 이후 해당 곡은 더욱 많은 사랑을 받았고, MBN의 2025년 설 특집 예능프로그램 ‘총백쇼’에 정중식과 황가람이 동반으로 출연해 합동 무대를 펼치기도 했다.

## 리메이크
밴드 피노키오의 보컬 황가람이 2024년 10월 리메이크한 〈나는 반딧불〉은 해당 곡이 이른바 '역주행'하던 시기 발매되었다. 허스키한 음색과 담담한 창법을 바탕으로 중식이의 버전에 비해 더욱 대중성을 찾았다는 평가를 받는다. 특히 발매 직후 치러졌던 2025학년도 대학수학능력시험 이후 수험생들이 위로곡으로 찾게 되면서 해당 곡이 음원 사이트와 노래방의 인기 차트에도 수록되는 등 인기 역시 높아졌다. 특히 경상남도 마산시에서 출생한 황가람이 음악을 더욱 잘 하고 싶어 서울로 상경한 뒤 택배, 생동성 시험 등 이른바 '험한 아르바이트' 등을 겪었고, 호떡 장사와 노숙도 불사했다는 배경이 알려지면서 목소리에 힘이 담겼다는 평가도 뒤따랐다.